# (9301) 1985 RB4
A (9301) 1985 RB4 a Naprendszer kisbolygóövében található aszteroida. Henri Debehogne fedezte fel 1985. szeptember 10-én.